# Drago Jurak
Drago Jurak (Pušća kraj Zagorskih Sela, 17. studenoga 1911. – Zagreb, 1. siječnja 1994.), hrvatski naivni slikar i kipar. Jedan je od najznačajnijih crtača hrvatske naive.

## Životopis
Izučio je kolarski zanat, a od 1938. pa do umirovljenja 1971. radio je kao scenski radnik i stolar u Hrvatskom narodnom kazalištu u Zagrebu. U početku je u slobodno vrijeme izrađivao drvene makete građevina i reljefe u različitim materijalima. Crtanjem i slikanjem počeo se baviti šezdesetih godina 20. stoljeća u čemu ga je podučavao i podržavao Krsto Hegedušić, a s izlaganjem radova počeo je 1967.
Bio je članom Hrvatskog društva naivnih umjetnika.

## Izbor iz djela
| - Hrvatsko narodno kazalište, 1964. - Srušena zagorka crkva, 1965. - Grad na sedam stupova, 1967. - Utakmica, 1967. - Bezimeni grad I, 1967. - Svečanost u bezimenom gradu, 1968. - Bezimeni grad II, 1968. | - Grad poput broda građen, 1970. - Grad-katedrala, 1970. - Život na zemlji, 1971. - Grad iz snova, 1974. - Stakleni dvorac, 1981. - Vlastini gradovi, 1986. - Skrivači, 1987. – 89. |

## Vanjske poveznice
- Svebor Vidmar: Dragutin Jurak  Arhivirana inačica izvorne stranice od 6. lipnja 2017. (Wayback Machine) Narodno sveučilište Dubrava (objavljeno 1. siječnja 1970., pristupljeno 18. studenoga 2017.)